# Kovová pěna

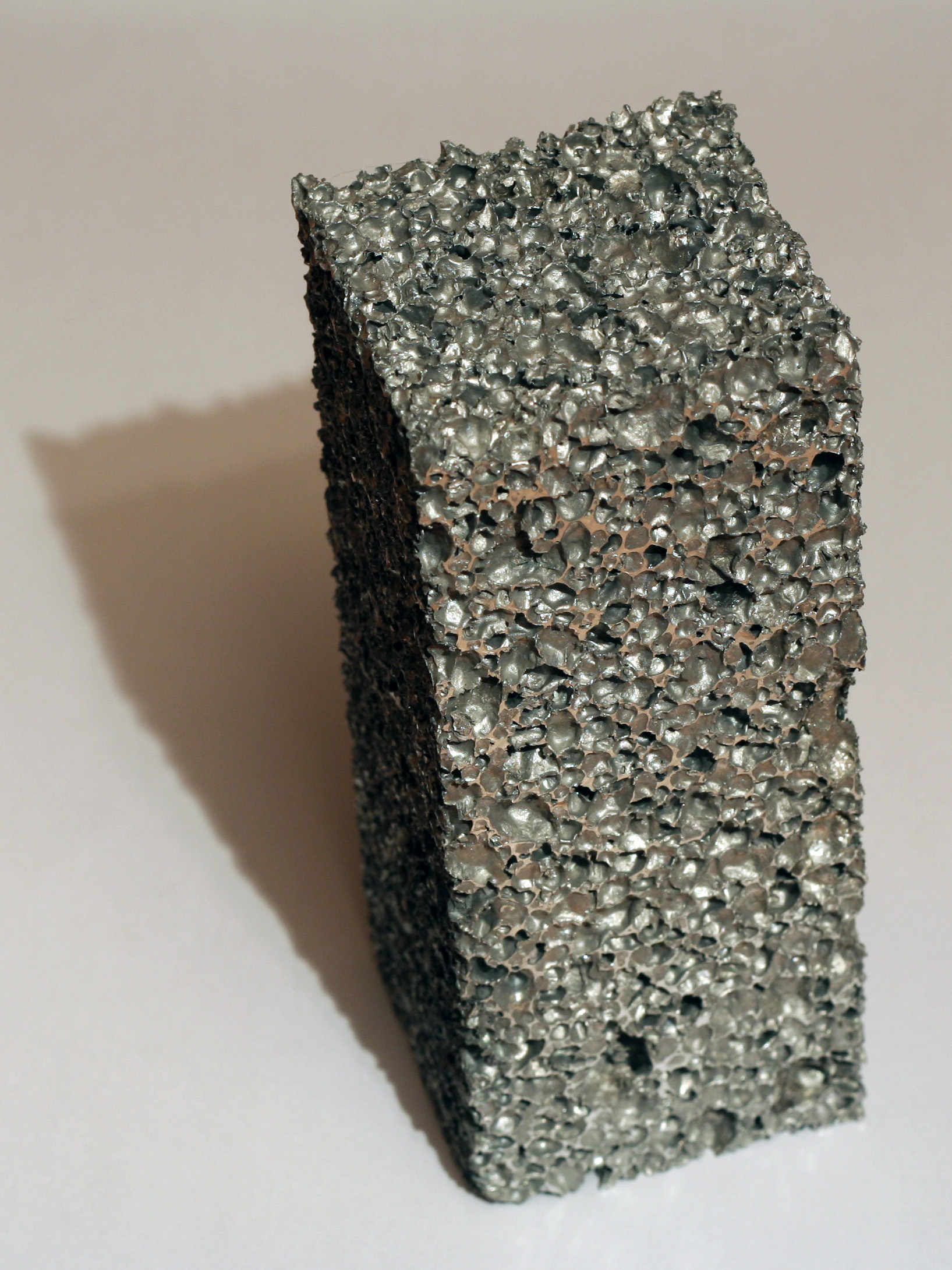
Hliníková pěna

Kovová pěna je materiál, jehož základ tvoří kov (nejčastěji hliník), který byl vylehčen bublinami, porézní strukturou tak připomíná kostní tkáň. Vyrábí se pomocí práškové metalurgie: do zpráškovaného kovu se přidá hydrid titanu, který při zahřátí na 650 °C v uzavřené formě vytváří uvnitř kovu bubliny. Materiál si zachovává mechanické vlastnosti kovu, přičemž minimálně tři čtvrtiny objemu tvoří plyn, takže blok kovové pěny je lehčí než voda. Má dobré tepelně izolační vlastnosti, tlumí zvuk i nárazy, je odolný vůči radioaktivitě. Jeho využití může být rozličné: k výrobě izolačních stavebních panelů, akumulátorů, plavidel, protéz nebo neprůstřelných pancířů.